# La Tortuga
La Tortuga (spanisch Isla La Tortuga) ist eine nur gelegentlich von Fischern bewohnte Insel im Karibischen Meer, etwa 170 km nordöstlich von Caracas, der Hauptstadt Venezuelas, und rund 75 km südwestlich der Isla Margarita gelegen. Zu La Tortuga gehören noch drei kleinere, unbewohnte Eilande (Cayo Herradura und die beiden Los Tortuguillos). Geographisch gehört die Insel zu den Inseln unter dem Winde, administrativ zu den venezolanischen Dependencias Federales (Bundesterritorien).

## Geschichte
Über die Entdeckung durch Europäer von Tortuga ist nichts bekannt; Anfang des 17. Jahrhunderts wurde auf Tortuga durch Holländer Salinen betrieben. Diese wurden 1638 von den Spaniern vertrieben. Tortuga ist nicht mit der nördlich von Hispaniola gelegenen und heute zu Haiti gehörenden Île de la Tortue zu verwechseln, die als Piratenhochburg historische Berühmtheit erlangte.
Auf Tortuga befindet sich eine kleine Naturlandebahn für Buschflugzeuge; diese wird meistens von Venezolanern genutzt, die übers Wochenende mit dem privaten Flugzeug dorthin einen Ausflug machen.
Im Frühjahr 2020 gelangte die Insel in die Schlagzeilen, als das Kreuzfahrtschiff RCGS Resolute am 30. März 2020 nahe Tortuga mit einem Patrouillenboot der venezolanischen Marine kollidierte. Die für Fahrten im Eis ausgelegte Resolute überstand den Zusammenstoß fast unversehrt. Das Patrouillenboot sank, wobei sich die Besatzung aber retten konnte.